# ОШ „Благоје Полић” Кратово
ОШ „Благоје Полић” Кратово, насељеном месту на територији општине Прибој, почела је са радом 1922. године. У оквиру школе се налазе издвојена одељења у Челицама, Брезнима и Јелачи.

## ИО Јелача
Школа у Јелачи изграђена је 20. септембар 1953. године и користи се и данас. Удаљена је од матичне школе 4km. Школско подручје чини атар села Јелача. Школа је одувек радила као четворогодишња школа.
Тренутно се користе једна учионица и једна просторија за наставника. Школа нема спортски терен. Први учитељ у школи био је Томислав Милић.

## ИО Челице
Школа у Челицама је основана 1965. године као четвороразредна школа. Удаљена је од матичне школе 21km. Школско подручје чинили су атари села Прибојске Челице, Нововарошке Челице и Мажићи. Настава је организована у објекту који једва задовољава најнужније школске услове. Школа је изграђена 1965. године и користи се и данас. Тренутно се користе једна учионица и једна просторија за наставника. Школа нема спортски терен. Прва учитељица у школи била је Милена Аџић.

## ИО Брезна
Школа у Брезнима је основана 1951. године. Удаљена је од матичне школе око 8km. Школско подручје чинило је само село Брезна. Настава је организована у објекту, који је могао да задовољи најнужније школске услове. Тренутно је у лошем стању и није у употреби. Школа нема спортски терен. Прва учитељица у школи била је Нада Илић.